# 2615 Saito
2615 Saito este un asteroid din centura principală, descoperit pe 4 septembrie 1951, de Karl Reinmuth.